# (5464) Weller
Pour les articles homonymes, voir Weller.
(5464) Weller est un astéroïde de la ceinture principale.

## Description
(5464) Weller est un astéroïde de la ceinture principale. Il fut découvert le 7 novembre 1985 à la station Anderson Mesa par Edward L. G. Bowell. Il présente une orbite caractérisée par un demi-grand axe de 2,67 UA, une excentricité de 0,18 et une inclinaison de 14,1° par rapport à l'écliptique.
Cet astéroïde est nommé en l'honneur du chef d'orchestre américain Harold Leighton Weller (en).

## Compléments